# Franz Scheibelreither
Franz Scheibelreither (1826 – 1908) was een Oostenrijks componist en militaire kapelmeester. 

## Levensloop
Scheibelreither kreeg zijn muziekopleiding bij het militair. Van 1851 tot 1868 was hij dirigent van de Militaire muziekkapel van het Bataljon van de militaire Politie Nr. 19. Aansluitend was hij van 1871 tot 1900 dirigent van de Militaire muziekkapel van het Infanterie-Regiment Nr. 15.
Als componist schreef hij meerdere marsen voor harmonieorkest.

## Composities

### Werken voor harmonieorkest
- 1849 Contractions-Marsch des 19. Feldjäger-Bataillons
- 1849 Ja wid Nassau
- Fesche Geister
- Vorwärts
- Windisch-Graetz-Marsch